# João VI de Jerusalém
João VI de Jerusalém foi o patriarca de Jerusalém entre 735 e 760 d.C. Diversos acadêmicos acreditam que ele e seu antecessor, João V, seriam a mesma pessoa. Escreveu uma obra chamada Joannis Damasceni vita ("Vida de João Damasceno"). Segundo Bitriq, ele teria abandonado o seu posto.